# Liste des chefs du gouvernement belge

Blason du gouvernement belge.

Cette liste présente tous les chefs du gouvernement belge. Le nom de leur fonction a varié au fil des siècles :
- En 1790 : Président du Congrès national, avec l'avènement de l'éphémère république des États belgiques unis.
- En 1830 : Chef du gouvernement provisoire. Le 28 septembre 1830, Louis de Potter est appelé à rejoindre le Gouvernement provisoire de Belgique plébiscité par une foule de plus de vingt-mille personnes qui les désignent comme chefs de la Révolution, ses collègues et lui. À l'issue de la Déclaration d'indépendance de la Belgique qu'il prononça le 28 au soir depuis le balcon de l'hôtel de ville de Bruxelles au nom de ses collègues, Louis de Potter se qualifia de « chef du comité central du Gouvernement provisoire de Belgique », un titre que ses collègues lui concédèrent bien volontiers eu égard à sa bravoure révolutionnaire. Le 4 novembre 1830, durant la déclaration d'instauration du Congrès national de Belgique qu'il fit devant la première assemblée constituante belge, en sa qualité de doyen de l'assemblée, Louis de Potter démissionna de cette fonction, invoquant sa déception quant à la disparition du Gouvernement provisoire de la Belgique, première réunion représentative des Belges s'étant déclarés indépendants des Pays-Bas hollandais. Le poste de chef du Cabinet a été inventé par Charles Dupont, juriste originaire de Liège.
- Ensuite, 1831-1918 : Chef du cabinet
- Depuis 1918 : Premier ministre, avec l'arrivée de Léon Delacroix au pouvoir.

Les principaux partis politiques se sont scindés en deux ailes linguistiques indépendantes (l'une francophone, l'autre néerlandophone) :
- en 1968, pour le Parti social-chrétien (PSC, ligne orange) ;
- en 1972, pour le Parti de la liberté et du progrès (PLP, ligne bleue) ;
- en 1978, pour le Parti socialiste belge (PSB, ligne rouge).

## États belgiques unis
| Titulaire | Titulaire | Titulaire          | Parti     | Mandat                                             | Gouvernement                          | Fonction                                                  |
| --------- | --------- | ------------------ | --------- | -------------------------------------------------- | ------------------------------------- | --------------------------------------------------------- |
| 1         |           | Henri van der Noot | Statistes | 11 janvier - 2 décembre 1790 (10 mois et 21 jours) | Congrès Souverain des États Belgiques | Président du Congrès national, chargé du pouvoir exécutif |

## Gouvernement provisoire de Belgique
| Titulaire | Titulaire | Titulaire       | Parti          | Mandat                                             | Gouvernement   | Fonction               |
| --------- | --------- | --------------- | -------------- | -------------------------------------------------- | -------------- | ---------------------- |
| 1         |           | Louis de Potter | Libéral-social | 28 septembre - 4 novembre 1830 (1 mois et 7 jours) | Comité central | Chef du comité central |

Premières élections belges au suffrage censitaire (3 000 électeurs) le 3 novembre 1830.

## Conférence de Londres pour l'indépendance belge
| Titulaire | Titulaire | Chef de mission      | Parti          | Nomination      | Fin de mission  |
| --------- | --------- | -------------------- | -------------- | --------------- | --------------- |
| 0         |           | Sylvain Van de Weyer | Libéral-social | 5 novembre 1830 | 26 février 1831 |

## Monarchie constitutionnelle
| Titulaire | Titulaire     | Titulaire                                   | Parti            | Mandat                                                          | Gouvernement                                                                    | Portefeuille ministériel                                                  | Souverain                                                                           |
| --------- | ------------- | ------------------------------------------- | ---------------- | --------------------------------------------------------------- | ------------------------------------------------------------------------------- | ------------------------------------------------------------------------- | ----------------------------------------------------------------------------------- |
| 1         |               | Étienne de Gerlache (1785-1871)             | Catholique       | 26 février - 23 mars 1831 (25 jours)                            | I                                                                               | Chef du gouvernement                                                      | Surlet de Chokier (1831) Régence                                                    |
| 2         |               | Joseph Lebeau (1794-1865)                   | Libéral          | 23 mars - 26 juillet 1831 (3 mois et 28 jours)                  | I                                                                               | Ministre des Affaires étrangères                                          | Surlet de Chokier (1831) Régence                                                    |
| 3         |               | Félix de Mûelenaere (1793-1862)             | Catholique       | 26 juillet 1831 - 20 octobre 1832 (1 an, 1 mois et 22 jours)    | I                                                                               | Ministre des Affaires étrangères                                          | Léopold Ier (1831-1865)                                                             |
| 4         |               | Albert Goblet d'Alviella (1790-1873)        | Libéral          | 20 octobre 1832 - 4 août 1834 (1 an, 9 mois et 15 jours)        | I                                                                               | Ministre des Affaires étrangères                                          | Léopold Ier (1831-1865)                                                             |
| 5         |               | Barthélemy de Theux de Meylandt (1794-1874) | Catholique       | 4 août 1834 - 18 avril 1840 (5 ans, 8 mois et 14 jours)         | I                                                                               | Ministre des Affaires intérieures                                         | Léopold Ier (1831-1865)                                                             |
| (2)       |               | Joseph Lebeau (1794-1865)                   | Libéral          | 18 avril 1840 - 13 avril 1841 (11 mois et 26 jours)             | II                                                                              | Ministre des Affaires étrangères                                          | Léopold Ier (1831-1865)                                                             |
| 6         |               | Jean-Baptiste Nothomb (1805-1881)           | Catholique       | 13 avril 1841 - 30 juillet 1845 (4 ans, 3 mois et 17 jours)     | I                                                                               | Ministre des Affaires étrangères                                          | Léopold Ier (1831-1865)                                                             |
| 7         |               | Sylvain Van de Weyer (1802-1874)            | Libéral          | 30 juillet 1845 - 31 mars 1846 (8 mois et 1 jour)               | I                                                                               | Ministre des Affaires intérieures                                         | Léopold Ier (1831-1865)                                                             |
| (5)       |               | Barthélemy de Theux de Meylandt (1794-1874) | Catholique       | 31 mars 1846 - 12 août 1847 (1 an, 4 mois et 12 jours)          | II                                                                              | Ministre des Affaires intérieures                                         | Léopold Ier (1831-1865)                                                             |
| 8         |               | Charles Rogier (1800-1885)                  | Parti libéral    | 12 août 1847 - 31 octobre 1852 (5 ans, 2 mois et 19 jours)      | I                                                                               | Ministre des Affaires intérieures                                         | Léopold Ier (1831-1865)                                                             |
| 9         |               | Henri de Brouckère (1801-1891)              | Parti libéral    | 31 octobre 1852 - 30 mars 1855 (2 ans, 4 mois et 27 jours)      | I                                                                               | Ministre des Affaires étrangères                                          | Léopold Ier (1831-1865)                                                             |
| 10        |               | Pierre De Decker (1812-1891)                | Catholique       | 30 mars 1855 - 9 novembre 1857 (2 ans, 7 mois et 10 jours)      | I                                                                               | Ministre des Affaires intérieures                                         | Léopold Ier (1831-1865)                                                             |
| (8)       |               | Charles Rogier (1800-1885)                  | Parti libéral    | 9 novembre 1857 - 3 janvier 1868 (10 ans, 1 mois et 25 jours)   | II                                                                              | Ministre des Affaires intérieures                                         | Léopold Ier (1831-1865)                                                             |
| 11        |               | Walthère Frère-Orban (1812-1896)            | Parti libéral    | 3 janvier 1868 - 2 juillet 1870 (2 ans, 5 mois et 29 jours)     | I                                                                               | Ministre des Finances                                                     | Léopold II (1865-1909)                                                              |
| 12        |               | Jules d'Anethan (1803-1888)                 | Parti catholique | 2 juillet 1870 - 7 décembre 1871 (1 an, 5 mois et 5 jours)      | I                                                                               | Ministre des Affaires étrangères                                          | Léopold II (1865-1909)                                                              |
| (5)       |               | Barthélemy de Theux de Meylandt (1794-1874) | Parti catholique | 7 décembre 1871 - 21 août 1874 (2 ans, 8 mois et 14 jours)      | II                                                                              | Ministre sans portefeuille                                                | Léopold II (1865-1909)                                                              |
| 13        |               | Jules Malou (1810-1886)                     | Parti catholique | 21 août 1874 - 19 juin 1878 (3 ans, 9 mois et 29 jours)         | II                                                                              | Ministre des Finances                                                     | Léopold II (1865-1909)                                                              |
| (11)      |               | Walthère Frère-Orban (1812-1896)            | Parti libéral    | 19 juin 1878 - 16 juin 1884 (5 ans, 11 mois et 28 jours)        | II                                                                              | Ministre des Affaires étrangères                                          | Léopold II (1865-1909)                                                              |
| (13)      |               | Jules Malou (1810-1886)                     | Parti catholique | 16 juin - 26 octobre 1884 (4 mois et 10 jours)                  | II                                                                              | Ministre des Finances                                                     | Léopold II (1865-1909)                                                              |
| 14        |               | Auguste Beernaert (1829-1912)               | Parti catholique | 26 octobre 1884 - 26 mars 1894 (9 ans et 5 mois)                | I                                                                               | Ministre des Finances                                                     | Léopold II (1865-1909)                                                              |
| 15        |               | Jules de Burlet (1844-1897)                 | Parti catholique | 26 mars 1894 - 25 février 1896 (1 an, 10 mois et 30 jours)      | I                                                                               | Ministre des Affaires intérieures                                         | Léopold II (1865-1909)                                                              |
| 16        |               | Paul de Smet de Naeyer (1843-1913)          | Parti catholique | 25 février 1896 - 24 janvier 1899 (2 ans, 10 mois et 30 jours)  | I                                                                               | Ministre des Finances                                                     | Léopold II (1865-1909)                                                              |
| 17        |               | Jules Vandenpeereboom (1843-1917)           | Parti catholique | 24 janvier - 5 août 1899 (6 mois et 12 jours)                   | I                                                                               | Ministre des Chemins de fer, des postes et du télégraphe, et de la Guerre | Léopold II (1865-1909)                                                              |
| (16)      |               | Paul de Smet de Naeyer (1843-1913)          | Parti catholique | 5 août 1899 2 mai 1907 (7 ans, 8 mois et 27 jours)              | II                                                                              | Ministre des Finances                                                     | Léopold II (1865-1909)                                                              |
| 18        |               | Jules de Trooz (1857-1907)                  | Parti catholique | 2 mai - 31 décembre 1907 (7 mois et 29 jours)                   | I                                                                               | Ministre des Affaires intérieures                                         | Léopold II (1865-1909)                                                              |
| 19        |               | François Schollaert (1851-1917)             | Parti catholique | 9 janvier 1908 - 17 juin 1911 (3 ans, 5 mois et 8 jours)        | I                                                                               | Ministre des Affaires intérieures                                         | Léopold II (1865-1909)                                                              |
| 20        |               | Charles de Broqueville (1860-1940)          | Parti catholique | 17 juin 1911 - 1er juin 1918 (6 ans, 11 mois et 15 jours)       | I-II                                                                            | Ministre des Chemins de fer, des postes et du télégraphe                  | Albert Ier (1909-1934)                                                              |
| 21        |               | Gérard Cooreman (1852-1926)                 | Parti catholique | 1er juin - 21 novembre 1918 (5 mois et 20 jours)                | I                                                                               | Ministre des Affaires économiques                                         | Albert Ier (1909-1934)                                                              |
| 22        |               | Léon Delacroix (1867-1929)                  | Parti catholique | 21 novembre 1918 - 20 novembre 1920 (1 an, 11 mois et 30 jours) | I                                                                               | Premier ministre et ministre des Finances                                 | Albert Ier (1909-1934)                                                              |
| 22        | II            | Léon Delacroix (1867-1929)                  | Parti catholique | 21 novembre 1918 - 20 novembre 1920 (1 an, 11 mois et 30 jours) |                                                                                 | Premier ministre et ministre des Finances                                 | Albert Ier (1909-1934)                                                              |
| 23        |               | Henry Carton de Wiart (1869-1951)           | Parti catholique | 20 novembre 1920 - 16 décembre 1921 (1 an et 26 jours)          | I                                                                               | Premier ministre et ministre de l'Intérieur                               | Albert Ier (1909-1934)                                                              |
| 24        |               | Georges Theunis (1873-1966)                 | Parti catholique | 16 décembre 1921 - 13 mai 1925 (3 ans, 4 mois et 27 jours)      | I                                                                               | Premier ministre et ministre des Finances                                 | Albert Ier (1909-1934)                                                              |
| 25        |               | Aloys Van de Vyvere (1871-1961)             | Parti catholique | 13 mai - 17 juin 1925 (1 mois et 4 jours)                       | I                                                                               | Premier ministre et ministre des Finances                                 | Albert Ier (1909-1934)                                                              |
| 26        |               | Prosper Poullet (1868-1937)                 | Parti catholique | 17 juin 1925 - 20 mai 1926 (11 mois et 3 jours)                 | I                                                                               | Premier ministre et ministre des Affaires économiques                     | Albert Ier (1909-1934)                                                              |
| 27        |               | Henri Jaspar (1870-1939)                    | Parti catholique | 20 mai 1926 - 6 juin 1931 (5 ans et 17 jours)                   | I                                                                               | Premier ministre et ministre de l'Intérieur et de la Santé publique       | Albert Ier (1909-1934)                                                              |
| 27        | II            | Henri Jaspar (1870-1939)                    | Parti catholique | 20 mai 1926 - 6 juin 1931 (5 ans et 17 jours)                   | Premier ministre et ministre des Colonies                                       |                                                                           | Albert Ier (1909-1934)                                                              |
| 28        |               | Jules Renkin (1862-1934)                    | Parti catholique | 6 juin 1931 - 22 octobre 1932 (1 an, 4 mois et 16 jours)        | I                                                                               | Premier ministre et ministre de l'Intérieur et de la Santé publique       | Albert Ier (1909-1934)                                                              |
| (20)      |               | Charles de Broqueville (1860-1940)          | Parti catholique | 22 octobre 1932 - 20 novembre 1934 (2 ans et 29 jours)          | III                                                                             | Premier ministre et ministre de l'Agriculture et des Classes moyennes     | Albert Ier (1909-1934)                                                              |
| (24)      |               | Georges Theunis (1873-1966)                 | Parti catholique | 20 novembre 1934 - 25 mars 1935 (4 mois et 5 jours)             | II                                                                              | Premier ministre                                                          | Léopold III (1934-1944)                                                             |
| 29        |               | Paul Van Zeeland (1893-1973)                | Parti catholique | 25 mars 1935 - 24 novembre 1937 (2 ans, 7 mois et 30 jours)     | I                                                                               | Premier ministre et ministre des Affaires étrangères                      | Léopold III (1934-1944)                                                             |
| 29        | II            | Paul Van Zeeland (1893-1973)                | Parti catholique | 25 mars 1935 - 24 novembre 1937 (2 ans, 7 mois et 30 jours)     | Premier ministre                                                                |                                                                           | Léopold III (1934-1944)                                                             |
| 30        |               | Paul-Émile Janson (1872-1944)               | Parti libéral    | 24 novembre 1937 - 15 mai 1938 (5 mois et 21 jours)             | I                                                                               | Premier ministre et ministre des Colonies                                 | Léopold III (1934-1944)                                                             |
| 31        |               | Paul-Henri Spaak (1899-1972)                | POB-BWP          | 15 mai 1938 - 22 février 1939 (9 mois et 7 jours)               | I                                                                               | Premier ministre et ministre des Affaires étrangères                      | Léopold III (1934-1944)                                                             |
| 32        |               | Hubert Pierlot (1883-1963)                  | Bloc catholique  | 22 février 1939 - 12 février 1945 (5 ans, 11 mois et 21 jours)  | I                                                                               | Premier ministre et ministre de l'Agriculture                             | Léopold III (1934-1944)                                                             |
| 32        | II            | Hubert Pierlot (1883-1963)                  | Bloc catholique  | 22 février 1939 - 12 février 1945 (5 ans, 11 mois et 21 jours)  | Premier ministre et ministre des Affaires étrangères et du Commerce extérieur   |                                                                           | Léopold III (1934-1944)                                                             |
| 32        | III           | Hubert Pierlot (1883-1963)                  | Bloc catholique  | 22 février 1939 - 12 février 1945 (5 ans, 11 mois et 21 jours)  | Premier ministre et ministre des Affaires étrangères                            |                                                                           | Léopold III (1934-1944)                                                             |
| 32        | IV            | Hubert Pierlot (1883-1963)                  | Bloc catholique  | 22 février 1939 - 12 février 1945 (5 ans, 11 mois et 21 jours)  | Premier ministre et ministre des Affaires étrangères                            |                                                                           | Léopold III (1934-1944)                                                             |
| 32        | V             | Hubert Pierlot (1883-1963)                  | Bloc catholique  | 22 février 1939 - 12 février 1945 (5 ans, 11 mois et 21 jours)  | Premier ministre et ministre des Affaires étrangères                            |                                                                           | Léopold III (1934-1944)                                                             |
| 32        | VI            | Hubert Pierlot (1883-1963)                  | Bloc catholique  | 22 février 1939 - 12 février 1945 (5 ans, 11 mois et 21 jours)  | Premier ministre et ministre des Affaires étrangères                            |                                                                           | Léopold III (1934-1944)                                                             |
| 33        |               | Achille van Acker (1898-1975)               | PSB-BSP          | 12 février 1945 - 13 mars 1946 (1 an, 1 mois et 1 jour)         | I                                                                               | Premier ministre et ministre du Charbon                                   | Léopold III (1934-1944)                                                             |
| 33        | II            | Achille van Acker (1898-1975)               | PSB-BSP          | 12 février 1945 - 13 mars 1946 (1 an, 1 mois et 1 jour)         |                                                                                 | Premier ministre et ministre du Charbon                                   | Léopold III (1934-1944)                                                             |
| (31)      |               | Paul-Henri Spaak (1899-1972)                | PSB-BSP          | 13 - 31 mars 1946 (18 jours)                                    | II                                                                              | Premier ministre et ministre des Affaires étrangères                      | Léopold III (1934-1944)                                                             |
| (33)      |               | Achille van Acker (1898-1975)               | PSB-BSP          | 31 mars - 3 août 1946 (4 mois et 3 jours)                       | III                                                                             | Premier ministre et ministre du Charbon                                   | Léopold III (1934-1944)                                                             |
| 34        |               | Camille Huysmans (1871-1968)                | PSB-BSP          | 3 août 1946 - 20 mars 1947 (7 mois et 17 jours)                 | I                                                                               | Premier ministre                                                          | Léopold III (1934-1944)                                                             |
| (31)      |               | Paul-Henri Spaak (1899-1972)                | PSB-BSP          | 20 mars 1947 - 11 août 1949 (2 ans, 4 mois et 22 jours)         | III                                                                             | Premier ministre et ministre des Affaires étrangères                      | Léopold III (1934-1944)                                                             |
| (31)      | IV            | Paul-Henri Spaak (1899-1972)                | PSB-BSP          | 20 mars 1947 - 11 août 1949 (2 ans, 4 mois et 22 jours)         |                                                                                 | Premier ministre et ministre des Affaires étrangères                      | Léopold III (1934-1944)                                                             |
| 35        |               | Gaston Eyskens (1905-1988)                  | PSC-CVP          | 11 août 1949 - 8 juin 1950 (9 mois et 28 jours)                 | I                                                                               | Premier ministre                                                          | Léopold III (1934-1944)                                                             |
| 36        |               | Jean Duvieusart (1900-1977)                 | PSC-CVP          | 8 juin - 16 août 1950 (2 mois et 8 jours)                       | I                                                                               | Premier ministre                                                          | Léopold III (1934-1944)                                                             |
| 37        |               | Joseph Pholien (1884-1968)                  | PSC-CVP          | 16 août 1950 - 15 janvier 1952 (1 an, 4 mois et 30 jours)       | I                                                                               | Premier ministre                                                          | Baudouin (1950-1993)                                                                |
| 38        |               | Jean Van Houtte (1907-1991)                 | PSC-CVP          | 15 janvier 1952 - 23 avril 1954 (2 ans, 3 mois et 8 jours)      | I                                                                               | Premier ministre                                                          | Baudouin (1950-1993)                                                                |
| (33)      |               | Achille van Acker (1898-1975)               | PSB-BSP          | 23 avril 1954 - 26 juin 1958 (4 ans, 2 mois et 3 jours)         | IV                                                                              | Premier ministre                                                          | Baudouin (1950-1993)                                                                |
| (35)      |               | Gaston Eyskens (1905-1988)                  | PSC-CVP          | 26 juin 1958 - 25 avril 1961 (2 ans, 9 mois et 30 jours)        | II                                                                              | Premier ministre                                                          | Baudouin (1950-1993)                                                                |
| (35)      | III           | Gaston Eyskens (1905-1988)                  | PSC-CVP          | 26 juin 1958 - 25 avril 1961 (2 ans, 9 mois et 30 jours)        |                                                                                 | Premier ministre                                                          | Baudouin (1950-1993)                                                                |
| (35)      | III (remanié) | Gaston Eyskens (1905-1988)                  | PSC-CVP          | 26 juin 1958 - 25 avril 1961 (2 ans, 9 mois et 30 jours)        |                                                                                 | Premier ministre                                                          | Baudouin (1950-1993)                                                                |
| 39        |               | Théo Lefèvre (1914-1973)                    | PSC-CVP          | 25 avril 1961 - 28 juillet 1965 (4 ans, 3 mois et 3 jours)      | I                                                                               | Premier ministre                                                          | Baudouin (1950-1993)                                                                |
| 40        |               | Pierre Harmel (1911-2009)                   | PSC-CVP          | 28 juillet 1965 - 19 mars 1966 (7 mois et 19 jours)             | I                                                                               | Premier ministre, chargé de la coordination de la Politique scientifique  | Baudouin (1950-1993)                                                                |
| 41        |               | Paul Vanden Boeynants (1919-2001)           | PSC-CVP          | 19 mars 1966 - 17 juillet 1968 (2 ans, 3 mois et 28 jours)      | I                                                                               | Premier ministre                                                          | Baudouin (1950-1993)                                                                |
| (35)      |               | Gaston Eyskens (1905-1988)                  | PSC-CVP          | 17 juillet 1968 - 26 janvier 1973 (4 ans, 6 mois et 9 jours)    | IV                                                                              | Premier ministre                                                          | Baudouin (1950-1993)                                                                |
| (35)      | V             | Gaston Eyskens (1905-1988)                  | PSC-CVP          | 17 juillet 1968 - 26 janvier 1973 (4 ans, 6 mois et 9 jours)    |                                                                                 | Premier ministre                                                          | Baudouin (1950-1993)                                                                |
| 42        |               | Edmond Leburton (1915-1997)                 | PSB-BSP          | 26 janvier 1973 - 25 avril 1974 (1 an, 2 mois et 30 jours)      | I                                                                               | Premier ministre                                                          | Baudouin (1950-1993)                                                                |
| 42        | II            | Edmond Leburton (1915-1997)                 | PSB-BSP          | 26 janvier 1973 - 25 avril 1974 (1 an, 2 mois et 30 jours)      |                                                                                 | Premier ministre                                                          | Baudouin (1950-1993)                                                                |
| 43        |               | Leo Tindemans (1922-2014)                   | CVP              | 25 avril 1974 - 20 octobre 1978 (4 ans, 5 mois et 25 jours)     | I                                                                               | Premier ministre                                                          | Baudouin (1950-1993)                                                                |
| 43        | II            | Leo Tindemans (1922-2014)                   | CVP              | 25 avril 1974 - 20 octobre 1978 (4 ans, 5 mois et 25 jours)     |                                                                                 | Premier ministre                                                          | Baudouin (1950-1993)                                                                |
| 43        | III           | Leo Tindemans (1922-2014)                   | CVP              | 25 avril 1974 - 20 octobre 1978 (4 ans, 5 mois et 25 jours)     |                                                                                 | Premier ministre                                                          | Baudouin (1950-1993)                                                                |
| 43        | IV            | Leo Tindemans (1922-2014)                   | CVP              | 25 avril 1974 - 20 octobre 1978 (4 ans, 5 mois et 25 jours)     |                                                                                 | Premier ministre                                                          | Baudouin (1950-1993)                                                                |
| (41)      |               | Paul Vanden Boeynants (1919-2001)           | PSC              | 20 octobre 1978 - 3 mars 1979 (4 mois et 11 jours)              | II                                                                              | Premier ministre et ministre de la Défense nationale                      | Baudouin (1950-1993)                                                                |
| 44        |               | Wilfried Martens (1936-2013)                | CVP              | 3 mars 1979 - 31 mars 1981 (2 ans et 28 jours)                  | I                                                                               | Premier ministre                                                          | Baudouin (1950-1993)                                                                |
| 44        | II            | Wilfried Martens (1936-2013)                | CVP              | 3 mars 1979 - 31 mars 1981 (2 ans et 28 jours)                  |                                                                                 | Premier ministre                                                          | Baudouin (1950-1993)                                                                |
| 44        | III           | Wilfried Martens (1936-2013)                | CVP              | 3 mars 1979 - 31 mars 1981 (2 ans et 28 jours)                  |                                                                                 | Premier ministre                                                          | Baudouin (1950-1993)                                                                |
| 44        | IV            | Wilfried Martens (1936-2013)                | CVP              | 3 mars 1979 - 31 mars 1981 (2 ans et 28 jours)                  |                                                                                 | Premier ministre                                                          | Baudouin (1950-1993)                                                                |
| 45        |               | Mark Eyskens (1933- )                       | CVP              | 31 mars 1981 - 17 décembre 1981 (8 mois et 16 jours)            | I                                                                               | Premier ministre                                                          | Baudouin (1950-1993)                                                                |
| (44)      |               | Wilfried Martens (1936-2013)                | CVP              | 17 décembre 1981 - 7 mars 1992 (10 ans, 2 mois et 19 jours)     | V                                                                               | Premier ministre                                                          | Baudouin (1950-1993)                                                                |
| (44)      | VI            | Wilfried Martens (1936-2013)                | CVP              | 17 décembre 1981 - 7 mars 1992 (10 ans, 2 mois et 19 jours)     |                                                                                 | Premier ministre                                                          | Baudouin (1950-1993)                                                                |
| (44)      | VII           | Wilfried Martens (1936-2013)                | CVP              | 17 décembre 1981 - 7 mars 1992 (10 ans, 2 mois et 19 jours)     |                                                                                 | Premier ministre                                                          | Baudouin (1950-1993)                                                                |
| (44)      | VIII          | Wilfried Martens (1936-2013)                | CVP              | 17 décembre 1981 - 7 mars 1992 (10 ans, 2 mois et 19 jours)     |                                                                                 | Premier ministre                                                          | Baudouin (1950-1993)                                                                |
| (44)      | IX            | Wilfried Martens (1936-2013)                | CVP              | 17 décembre 1981 - 7 mars 1992 (10 ans, 2 mois et 19 jours)     |                                                                                 | Premier ministre                                                          | Baudouin (1950-1993)                                                                |
| 46        |               | Jean-Luc Dehaene (1940-2014)                | CVP              | 7 mars 1992 - 12 juillet 1999 (7 ans, 4 mois et 5 jours)        | I                                                                               | Premier ministre                                                          | Baudouin (1950-1993)                                                                |
| 46        | II            | Jean-Luc Dehaene (1940-2014)                | CVP              | 7 mars 1992 - 12 juillet 1999 (7 ans, 4 mois et 5 jours)        | Albert II (1993-2013)                                                           | Premier ministre                                                          |                                                                                     |
| 47        |               | Guy Verhofstadt (1953- )                    | VLD              | 12 juillet 1999 - 20 mars 2008 (8 ans, 8 mois et 8 jours)       | Albert II (1993-2013)                                                           | I                                                                         | Premier ministre                                                                    |
| 47        | II            | Guy Verhofstadt (1953- )                    | VLD              | 12 juillet 1999 - 20 mars 2008 (8 ans, 8 mois et 8 jours)       | Albert II (1993-2013)                                                           |                                                                           | Premier ministre                                                                    |
| 47        | III           | Guy Verhofstadt (1953- )                    | VLD              | 12 juillet 1999 - 20 mars 2008 (8 ans, 8 mois et 8 jours)       | Albert II (1993-2013)                                                           |                                                                           | Premier ministre                                                                    |
| 48        |               | Yves Leterme (1960- )                       | CD&V             | 20 mars - 30 décembre 2008 (9 mois et 10 jours)                 | Albert II (1993-2013)                                                           | I                                                                         | Premier ministre                                                                    |
| 49        |               | Herman Van Rompuy (1947- )                  | CD&V             | 30 décembre 2008 - 25 novembre 2009 (10 mois et 26 jours)       | Albert II (1993-2013)                                                           | I                                                                         | Premier ministre, chargé de la coordination de la Politique de migration et d'asile |
| (48)      |               | Yves Leterme (1960- )                       | CD&V             | 25 novembre 2009 - 6 décembre 2011 (2 ans et 11 jours)          | Albert II (1993-2013)                                                           | II                                                                        | Premier ministre, chargé de la coordination de la Politique de migration et d'asile |
| 50        |               | Elio Di Rupo (1951- )                       | PS               | 6 décembre 2011 - 11 octobre 2014 (2 ans, 10 mois et 5 jours)   | Albert II (1993-2013)                                                           | I                                                                         | Premier ministre                                                                    |
| 51        |               | Charles Michel (1975- )                     | MR               | 11 octobre 2014 - 27 octobre 2019 (5 ans et 16 jours)           | I                                                                               | Premier ministre                                                          | Philippe (2013-)                                                                    |
| 51        | II            | Charles Michel (1975- )                     | MR               | 11 octobre 2014 - 27 octobre 2019 (5 ans et 16 jours)           |                                                                                 | Premier ministre                                                          | Philippe (2013-)                                                                    |
| 52        |               | Sophie Wilmès (1975- )                      | MR               | 27 octobre 2019 - 1er octobre 2020 (11 mois et 4 jours)         | I                                                                               | Première ministre                                                         | Philippe (2013-)                                                                    |
| 52        | II            | Sophie Wilmès (1975- )                      | MR               | 27 octobre 2019 - 1er octobre 2020 (11 mois et 4 jours)         | Première ministre, chargée de Beliris et des Institutions culturelles fédérales |                                                                           | Philippe (2013-)                                                                    |
| 53        |               | Alexander De Croo (1975-)                   | Open Vld         | 1er octobre 2020 - 3 février 2025 (4 ans, 4 mois et 2 jours)    | I                                                                               | Premier ministre et ministre du Budget                                    | Philippe (2013-)                                                                    |
| 54        |               | Bart De Wever (1970-)                       | N-VA             | 3 février 2025 - (6 mois et 17 jours)                           | I                                                                               | Premier ministre                                                          | Philippe (2013-)                                                                    |

## Particularités
- Parmi les 54 chefs de gouvernements de Belgique, 37 proviennent de la famille catholique ou social-chrétienne, 11 de la famille libérale et 5 de la famille socialiste et 1 seul nationaliste flamand.
- 42 premiers ministres ont été issus de partis politiques unitaires. Edmond Leburton était le dernier premier ministre issu d'un parti unitaire, en l'occurrence le PSB-BSP. À partir du 25 avril 1974, date de la nomination de Leo Tindemans, tous les premiers ministres ont été issus de partis politiques soit francophones, soit flamands.
- Depuis 1974,  neuf néerlandophones (Tindemans, Martens, M. Eyskens, Dehaene, Verhofstadt, Leterme, Van Rompuy, De Croo et De Wever ) et quatre francophones (Vanden Boeynants, Di Rupo, Michel et Wilmès) ont été nommés premier ministre.
- Paul Vanden Boeynants est la seule personne à avoir été nommée premier ministre en étant issu d'un parti unitaire (le PSC-CVP) puis d'un parti "communautaire" (le PSC).
- Quatorze personnes ont été nommées premier ministre (ou chef de cabinet) à plusieurs années d'écart :
  - Quatre l'ont été à trois reprises :
    - Barthélemy de Theux de Meylandt : du 4 août 1834 au 18 avril 1840, puis du 31 mars 1846 au 12 août 1847, et enfin du 7 décembre 1871 au 21 août 1874
    - Paul-Henri Spaak : du 15 mai 1938 au 22 février 1939, puis du 13 mars 1946 au 31 mars 1946, et enfin du 20 mars 1947 au 11 août 1949
    - Achille van Acker : du 12 février 1945 au 13 février 1946, puis du 31 mars 1946 au 3 août 1946, et enfin du 23 avril 1954 - 26 juin 1958
    - Gaston Eyskens : du 11 août 1949 au 8 juin 1950, puis du 26 juin 1958 au 25 avril 1961, et enfin du 17 juillet 1968 au 26 janvier 1973

  - Douze l'ont été à deux reprises :
    - Joseph Lebeau : du 23 mars 1831 au 21 juillet 1831 puis du 18 avril 1840 au 13 avril 1841
    - Charles Rogier : du 12 août 1847 au 31 octobre 1852 puis du 9 novembre 1857 au 3 janvier 1868
    - Walthère Frère-Orban : du 3 janvier 1868 au 2 juillet 1870 puis du 19 juin 1878 au 16 juin 1884
    - Jules Malou : du 21 août 1874 au 19 juin 1878 puis du 16 juin 1884 au 26 octobre 1884
    - Paul de Smet de Naeyer : du 25 février 1896 au 24 janvier 1899 puis du 5 août 1899 au 2 mai 1907
    - Charles de Broqueville : du 17 juin 1911 au 1er juin 1918 puis du 22 octobre 1932 au 20 novembre 1934
    - Georges Theunis : du 16 décembre 1921 au 13 mai 1925 puis du 20 novembre 1934 au 25 mars 1935
    - Paul Vanden Boeynants : du 16 mars 1966 au 17 juillet 1968 puis du 20 octobre 1978 au 3 mars 1979
    - Wilfried Martens : du 3 mars 1979 au 31 mars 1981 puis du 17 décembre 1981 au 7 mars 1992
    - Yves Leterme : du 20 mars 2008 au 30 décembre 2008 puis du 25 novembre 2009 au 6 décembre 2011
- 23 personnes ont présidé plusieurs gouvernements :
  - Wilfried Martens a présidé neuf gouvernements.
  - Hubert Pierlot en a présidé six.
  - Gaston Eyskens en a présidé cinq.
  - Paul-Henri Spaak, Achille van Acker et Leo Tindemans ont chacun été à la tête de quatre gouvernements.
  - Barthélemy de Theux de Meylandt et Guy Verhofstadt ont chacun présidé trois gouvernements.
  - Joseph Lebeau, Charles Rogier, Walthère Frère-Orban, Jules Malou, Paul de Smet de Naeyer, Charles de Broqueville, Léon Delacroix, Georges Theunis, Henri Jaspar, Paul Van Zeeland, Paul Vanden Boeynants, Jean-Luc Dehaene, Yves Leterme, Charles Michel et Sophie Wilmès ont chacun présidé deux gouvernements.
- Douze premiers ministres ont également été présidents d'une assemblée législative ou constituante :
  - Dix ont présidé la Chambre des représentants : Étienne de Gerlache, Charles Rogier, Auguste Beernaert, François Schollaert, Gérard Cooreman, Prosper Poullet, Camille Huysmans, Achille van Acker, Edmond Leburton et Herman Van Rompuy.
  - Deux ont présidé le Sénat : Jules d'Anethan et Pierre Harmel.
  - En outre, Étienne de Gerlache a présidé le Congrès national.
- Deux premiers ministres ont également été ministre-président d'une entité fédérée :
  - Yves Leterme a été ministre-président flamand du 20 juillet 2004 au 28 juin 2007.
  - Elio Di Rupo a été ministre-président wallon du 15 juillet 1999 au 4 avril 2000, puis du 6 octobre 2005 au 20 juillet 2007, et enfin du 13 septembre 2019 au 15 juillet 2024.
- Plusieurs premiers ministres ont exercé des fonctions européennes :
  - Paul-Henri Spaak et Jean Duvieusart ont présidé le Parlement européen.
  - Leo Tindemans, Wilfried Martens, Guy Verhofstadt, Elio Di Rupo et Sophie Wilmès ont été élus députés européens.
  - Herman Van Rompuy et Charles Michel ont été nommés Président du Conseil européen.
- Un seul premier ministre a exercé la fonction de Secrétaire général de l'OTAN : il s'agit de Paul-Henri Spaak.
- Un seul premier ministre a exercé la fonction de président de l'Assemblée générale des Nations unies : il s'agit, à nouveau, de Paul-Henri Spaak.
- Parmi les 54 chefs du Gouvernement belge, 53 étaient des hommes. Sophie Wilmès devient la première femme à exercer la fonction de Premier ministre, le 27 octobre 2019.
- Le premier ministre ayant vécu le plus longtemps est Camille Huysmans (1946-1947), mort à 96 ans.
- Barthélemy de Theux de Meylandt (1834-1840, 1846-1847, 1871-1874) et Jules de Trooz (1907) sont les seuls premiers ministres morts en cours de mandat.
- Bart De Wever est le premier nationaliste flamand à occuper le poste de Premier ministre de Belgique.

### Durée
Classement des chefs de cabinets et des premiers ministres selon la durée totale de leur(s) mandat(s) à la tête du gouvernement (en jours) :
| Rang | Nom                             | En jours    | N° | Dates                                                                                     | Nombre de gouvernements |
| ---- | ------------------------------- | ----------- | -- | ----------------------------------------------------------------------------------------- | ----------------------- |
| 1    | Charles Rogier                  | 5 614 jours | 8  | 12 août 1847 - 31 octobre 1852 9 novembre 1857 - 3 janvier 1868                           | 2                       |
| 2    | Wilfried Martens                | 4 492 jours | 44 | 3 mars 1979 - 31 mars 1981 17 décembre 1981 - 7 mars 1992                                 | 9                       |
| 3    | Paul de Smet de Naeyer          | 3 890 jours | 16 | 25 février 1896 - 24 janvier 1899 5 août 1899 - 2 mai 1907                                | 2                       |
| 4    | Barthélemy de Theux de Meylandt | 3 571 jours | 5  | 4 août 1834 - 18 avril 1840 31 mars 1846 - 12 août 1847 7 décembre 1871 - 21 août 1874    | 3                       |
| 5    | Auguste Beernaert               | 3 438 jours | 14 | 26 octobre 1884 - 26 mars 1894                                                            | 1                       |
| 6    | Charles de Broqueville          | 3 300 jours | 20 | 17 juin 1911 - 1er juin 1918 22 octobre 1932 - 20 novembre 1934                           | 2                       |
| 7    | Guy Verhofstadt                 | 3 174 jours | 47 | 12 juillet 1999 - 20 mars 2008                                                            | 3                       |
| 8    | Walthère Frère-Orban            | 3 100 jours | 11 | 3 janvier 1868 - 2 juillet 1870 19 juin 1878 - 16 juin 1884                               | 2                       |
| 9    | Gaston Eyskens                  | 2 989 jours | 35 | 11 août 1949 - 8 juin 1950 26 juin 1958 - 25 avril 1961 17 juillet 1968 - 26 janvier 1973 | 5                       |
| 10   | Jean-Luc Dehaene                | 2 683 jours | 46 | 7 mars 1992 - 12 juillet 1999                                                             | 2                       |
| 11   | Hubert Pierlot                  | 2 182 jours | 32 | 22 février 1939 - 12 février 1945                                                         | 6                       |
| 12   | Achille van Acker               | 2 016 jours | 33 | 12 février 1945 - 13 février 1946 31 mars 1946 - 3 août 1946 23 avril 1954 - 26 juin 1958 | 4                       |
| 13   | Henri Jaspar                    | 1 843 jours | 27 | 20 mai 1926 - 6 juin 1931                                                                 | 2                       |
| 14   | Charles Michel                  | 1 842 jours | 51 | 11 octobre 2014 - 27 octobre 2019                                                         | 2                       |
| 15   | Leo Tindemans                   | 1 639 jours | 43 | 25 avril 1974 - 20 octobre 1978                                                           | 4                       |
| 16   | Alexander De Croo               | 1 586 jours | 53 | 1er octobre 2020 - 3 février 2025                                                         | 1                       |
| 17   | Jean-Baptiste Nothomb           | 1 569 jours | 6  | 13 avril 1841 - 30 juillet 1845                                                           | 1                       |
| 18   | Théo Lefèvre                    | 1 555 jours | 39 | 25 avril 1961 - 28 juillet 1965                                                           | 1                       |
| 19   | Jules Malou                     | 1 530 jours | 13 | 21 août 1874 - 19 juin 1878 16 juin 1884 - 26 octobre 1884                                | 2                       |
| 20   | Georges Theunis                 | 1 369 jours | 24 | 16 décembre 1921 - 13 mai 1925 20 novembre 1934 - 25 mars 1935                            | 2                       |
| 21   | François Schollaert             | 1 255 jours | 19 | 9 janvier 1908 - 17 juin 1911                                                             | 1                       |
| 22   | Paul-Henri Spaak                | 1 176 jours | 31 | 15 mai 1938 - 22 février 1939 13 mars 1946 - 31 mars 1946 20 mars 1947 - 11 août 1949     | 4                       |
| 23   | Elio Di Rupo                    | 1 040 jours | 50 | 6 décembre 2011 - 11 octobre 2014                                                         | 1                       |
| 24   | Yves Leterme                    | 1 026 jours | 48 | 20 mars 2008 - 30 décembre 2008 25 novembre 2009 - 6 décembre 2011                        | 2                       |
| 25   | Paul Vanden Boeynants           | 985 jours   | 41 | 16 mars 1966 - 17 juillet 1968 20 octobre 1978 - 3 mars 1979                              | 2                       |
| 26   | Paul Van Zeeland                | 975 jours   | 29 | 25 mars 1935 - 24 novembre 1937                                                           | 2                       |
| 27   | Pierre De Decker                | 955 jours   | 10 | 30 mars 1855 - 9 novembre 1857                                                            | 1                       |
| 28   | Henri de Brouckère              | 880 jours   | 9  | 31 octobre 1852 - 30 mars 1855                                                            | 1                       |
| 29   | Jean Van Houtte                 | 829 jours   | 38 | 15 janvier 1952 - 23 avril 1954                                                           | 1                       |
| 30   | Léon Delacroix                  | 730 jours   | 22 | 21 janvier 1918 - 20 novembre 1920                                                        | 2                       |
| 31   | Jules de Burlet                 | 701 jours   | 15 | 26 mars 1894 - 25 février 1896                                                            | 1                       |
| 32   | Albert Goblet d'Alviella        | 653 jours   | 4  | 20 octobre 1832 - 4 août 1834                                                             | 1                       |
| 33   | Jules d'Anethan                 | 523 jours   | 12 | 2 juillet 1870 - 7 décembre 1871                                                          | 1                       |
| 34   | Joseph Pholien                  | 517 jours   | 37 | 16 août 1950 - 15 janvier 1952                                                            | 1                       |
| 35   | Jules Renkin                    | 504 jours   | 28 | 6 juin 1931 - 22 octobre 1932                                                             | 1                       |
| 36   | Joseph Lebeau                   | 480 jours   | 2  | 23 mars 1831 - 21 juillet 1831 18 avril 1840 - 13 avril 1841                              | 2                       |
| 37   | Edmond Leburton                 | 454 jours   | 42 | 26 janvier 1973 - 25 avril 1974                                                           | 1                       |
| 38   | Félix De Mûelenaere             | 419 jours   | 3  | 26 juillet 1831 - 17 septembre 1832                                                       | 1                       |
| 39   | Henry Carton de Wiart           | 391 jours   | 23 | 20 novembre 1920 - 16 décembre 1921                                                       | 1                       |
| 40   | Sophie Wilmès                   | 340 jours   | 52 | 27 octobre 2019 - 1er octobre 2020                                                        | 2                       |
| 41   | Prosper Poullet                 | 337 jours   | 26 | 17 juin 1925 - 20 mai 1926                                                                | 1                       |
| 42   | Herman Van Rompuy               | 331 jours   | 49 | 30 décembre 2008 - 25 novembre 2009                                                       | 1                       |
| 43   | Mark Eyskens                    | 261 jours   | 45 | 31 mars 1981 - 17 décembre 1981                                                           | 1                       |
| 44   | Sylvain Van de Weyer            | 244 jours   | 7  | 30 juillet 1845 - 31 mars 1846                                                            | 1                       |
| 45   | Jules de Trooz                  | 243 jours   | 18 | 2 mai 1907 - 31 décembre 1907                                                             | 1                       |
| 46   | Pierre Harmel                   | 234 jours   | 40 | 28 juillet 1965 - 19 mars 1966                                                            | 1                       |
| 47   | Camille Huysmans                | 229 jours   | 34 | 3 août 1946 - 20 mars 1947                                                                | 1                       |
| 48   | Bart De Wever                   | 198 jours   | 54 | 3 février 2025 - en cours                                                                 | 1                       |
| 49   | Jules Vandenpeereboom           | 193 jours   | 17 | 24 janvier 1899 - 5 août 1899                                                             | 1                       |
| 50   | Gérard Cooreman                 | 173 jours   | 21 | 1er juin 1918 - 21 novembre 1918                                                          | 1                       |
| 51   | Paul-Émile Janson               | 172 jours   | 30 | 24 novembre 1937 - 15 mai 1938                                                            | 1                       |
| 52   | Jean Duvieusart                 | 69 jours    | 36 | 8 juin 1950 - 16 août 1950                                                                | 1                       |
| 53   | Aloys Van de Vyvere             | 35 jours    | 25 | 13 mai 1925 - 17 juin 1925                                                                | 1                       |
| 54   | Étienne de Gerlache             | 25 jours    | 1  | 26 février 1831 - 23 mars 1831                                                            | 1                       |